# Gabriel Cerbellón
Gabriel CerbellónGabrio Cervellón o Gabrio Serbelloni (1508-1580) fou un general de Carles V i Felip II d'origen català,. Tot i que els arxius italians el fan d'una família noble de Milà, Louis-Prosper Gachard al seu recull sobre"Les bibliothèques de Madrid et de l'Escurial", al llistat que n'extreu dels "grands-maitres d'artillerie", hi diu textualment: "chevalier catalan" Això explicaria perqué els cronistes no italians de Carles V i Felip II, l'anomenen Gabriel Cerbellón (o Cervellón -governador de Tunis) que és la castellanització de Cerbelló no de Serbelloni (que segons els italians vindria de "Ser Bello").

## Biografia

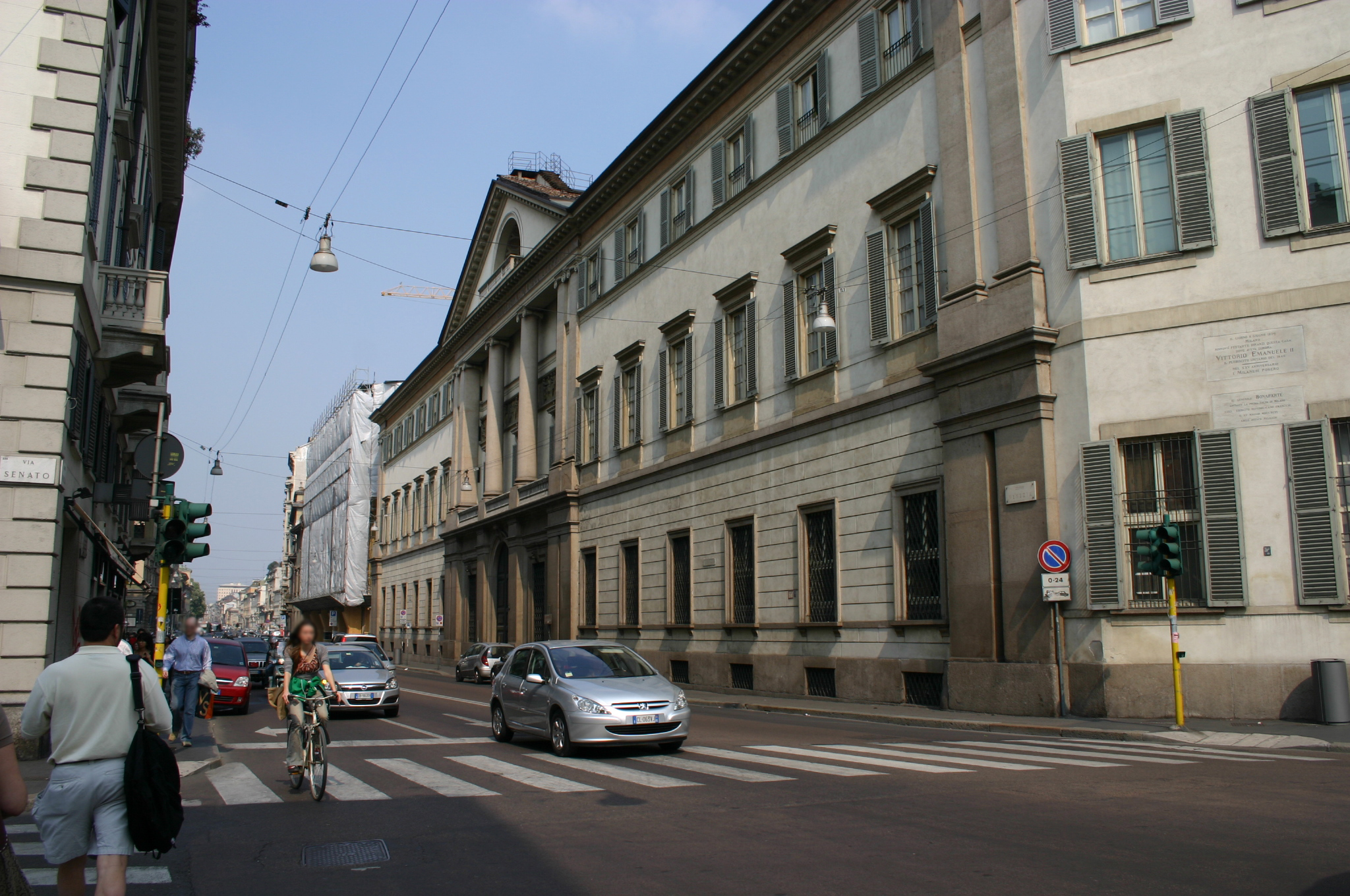
Palau Serbelloni a Milà.

Pertanyent a una família noble de Milà, Gabriel Cerbellón es va comprometre en la carrera de les armes com a tinent del seu cosí el Condottiero Jean Jacques de Mèdici. Va combatre en les guerres amb els Sforza i amb les tropes de Carles V, prenent part de la defensa de Lecco, es posà llavors al servei del duc de Savoia. A continuació, seguint en les guerres, va oferir els seus serveis a l'emperador i es distingí el 1542 contra els Otomans en el moment de la defensa d'Esztergom. El 1546 s'ajuntà al seu cosí de Mèdici per combatre contra la Lliga d'Esmalcalda.
Fou enviat l'any 1551 a defensar Asti contra els Francesos per part de Ferrante Gonzaga, i va conquistar Saluzzo, sent-ne nomenat governador. Sempre amb el seu cosí, comandà l'artilleria florentina contra Siena el 1554, prenent a continuació Porto Ercole a l'assalt, poc més tard defensà Populònia contra els Turcs.
El 1559, quan un altre dels seus cosins fou elegit pape sota el nom de Pius IV, fou nomenat capità general de la guarda papal. Com controlador de totes les fortaleses dels Estats Pontificis, va reconstruir Civitavecchia, fortificant la Ciutat lleonina. Després de la mort del papa, es posa al servei de Felip II de Castella, que l'emprà en el Regne de Nàpols. Havent-se fet cavaller de Malta, fou nomenat prior d'Hongria i participà en l'esforç per trencar el Setge de Malta (1565).
El 1567, va anar als Països-Baixos espanyols per reprimir la revolta dels güelfs. El 1571, prengué part a la batalla de Lepant. Capturà Tunis el 1573, però fou fet presoner l'any següent per Koca Sinan Paixà quan aquest va recuperar la ciutat. Portat a Constantinoble com presoner de marca, fou alliberat l'any 1575 gràcies a la gestió de l'ambaixador venecià Antonio Tiepolo que pagà el seu rescat. Va dur a terme la seva última campanya en el Setge de Maastricht (1579). Morí a Milà el 1580.

## Ciutats d'influència
- Bellagio
- Avignon
- Carpentras